# Lougheed
Lougheed är en ort i Kanada.   Den ligger i provinsen Alberta, i den centrala delen av landet, 2 700 km väster om huvudstaden Ottawa. Lougheed ligger 670 meter över havet och antalet invånare är 233.
Terrängen runt Lougheed är platt. Trakten runt Lougheed är nära nog obefolkad, med mindre än två invånare per kvadratkilometer.. Närmaste större samhälle är Sedgewick, 9,7 km väster om Lougheed. 
Trakten runt Lougheed består till största delen av jordbruksmark.